# 직산읍
직산읍(稷山邑)은 충청남도 천안시 서북구에 위치한 읍으로, 시가지와 공단, 농촌이 혼재되어 있는 천안의 근교지역이다. 직산읍 행정복지센터에서 500여 m 남동쪽에 서북구청이 있다. 현재 천안시 북부 지역의 중심지역이었기 때문에 서북구청이 소재하며, 충청도 직산군에 속해 있었다.

## 역사
- 삼국시대 나혜홀 사산현
- 남북국시대 백성군 사산현
- 고려시대 천안부 직산현(稷山縣)
- 조선시대 직산군 동변, 서변, 일서면
- 1914년 4월 1일 직산군 동변면(東邊面)과 서변면(西邊面), 일서면(一西面)을 천안군(天安郡) 성산면(城山面) 14개 리로 통폐합하였다.[1]

| 구 행정구역        | 신 행정구역        | 신 행정구역                                                      |
| ------------------ | ------------------ | ---------------------------------------------------------------- |
| 직산군 동변면 일원 | 천안군 성산면 일원 | 군동리, 남산리, 판정리                                           |
| 직산군 서변면 일원 | 천안군 성산면 일원 | 군서리, 삼은리, 수헐리                                           |
| 직산군 일서면 일원 | 천안군 성산면 일원 | 상덕리, 양당리, 부송리, 자은가리, 석곡리, 마정리, 신갈리, 모시리 |
- 1917년 10월 1일 직산면(稷山面)으로 개칭하였다.[2]
- 1963년 1월 1일 천안군을 천원군(天原郡)으로 개칭하였다.[3]
- 1991년 1월 1일 천원군을 천안군으로 개칭하였다.[4]
- 1995년 5월 10일 천안군 등을 천안시로 개편하였다.[5]
- 2002년 1월 1일 직산읍으로 승격하였다.[6]

## 법정리
- 군동리 (郡東里)

과거 직산군의 중심지였던 구직산의 일부를 이루는 지역이다. 직산현 읍치지인 읍내 동쪽 마을이므로 동리(東里)라 하다가 1914년 행정구역 통폐합때 군동리라고 하였다. 직산현 관아가 이곳에 자리잡고 있다.
- 군서리 (郡西里)

과거 직산군의 중심지였던 구직산의 일부를 이루는 지역이다. 직산현 읍치지인 읍내 서쪽 마을이므로 서리(西里)라 하다가 1914년 행정구역 통폐합때 군서리라고 하였다. 직산향교, 온조왕사당이 이곳에 자리잡고 있다.
- 판정리 (板井里)

성환에서 구직산 북쪽을 거쳐 입장으로 가는 길목에 있는 지역이다. 순우리말로 늘우물, 늘으머리하고도 하는데 판정 마을에 물이 많이 나고 물맛이 매우 좋은 우물이 있어 널판으로 우물 밑과 옆을 짜서 샘을 보호하였다는 것에서 마을 이름이 유래되었다. 1914년 행정구역 통폐합으로 판정리와 산직리를 통폐합하여 판정리라 하였다.
- 남산리 (南山里)

구직산의 남쪽에 있는 '남산(南山)'의 아래에 있는 지역으로, 마을 이름도 '남산'에서 유래하였다. 1914년 행정구역 통폐합으로 성산면(城山面)의 남산리가 되었다.
- 수헐리 (愁歇里)

직산과 성환 사이의 길목에 위치한 지역이다. 옛 지명으로 시름세, 수흘리라 불렀는데 고려초 이전부터 길손이 쉬어가는 원이 있었던 곳이라고 전해진다. 고려 태조 왕건이 이 곳에 있는 원(院)에서 쉬면서 동쪽의 산을 바라보며 제사를 지내고 근심을 풀어 잘 쉬어 갔던 사실에서 유래했다고 한다.
- 삼은리 (三隱里)

현 직산읍의 중심지이다. 철도와 도로교통이 발달함에 따라 직산사거리와 직산읍행정복지센터를 중심으로 성거읍 신월리와 함께 시가지가 형성되었고, 과거 직산군의 중심지였던 구직산지역 대신 직산읍의 중심지가 되었다. 북쪽으로 성환, 동쪽으로 성거, 남쪽으로 천안시내로 향하는 도로가 삼은리를 통과한다. 1914년 행정구역 통폐합으로 자은방리·삼거리가 병합하여 삼거리의 '삼(三)'자와 자은방리의 '은(隱)'자를 따서 삼은리라 하였다. 충남테크노파크가 위치하고 있으며, 성거읍 신월리에 서북구청이 있다.
- 상덕리 (上德里)

직산과 성환 사이의 도로 서편에 위치한 지역이다. 1914년 행정구역 통폐합으로 덕령동 상남리가 병합하여 상남리의 상자와 덕령동의 덕자를 따서 상덕리라 하였다.
- 부송리 (富松里)

경부선 철도 서쪽에 위치한 지역으로, 직산농공단지가 조성되어있다. 1914년 행정구역 통폐합으로 부대리와 송기리가 병합하여 부대리의 부(富)자와 송기리의 송(松)자를 따서 부송리라 하였다.
- 모시리(毛枾里)

경부선 철도 서쪽에 위치한 지역으로, 직산역이 이곳에 위치하고 있다. 1914년 행정구역 통폐합으로 시목리, 모사리, 천안군 북이면 입암리, 업성리 각 일부를 병합하여 모사리의 모(毛)자와 시목리의 시(枾)자를 따서 모시리라고 하였다. 천안4공단의 일부가 이지역에 걸쳐있다.
- 자은가리(自隱加里)

직산 서부에 위치한 근교 농촌 지역이다. 가명(加明)이라는 대신이 이곳에 와서 은거하였다는 과거 이야기에서 자은가(自隱加), 자은리(自隱里), 자은가리, 잔가리 등의 지명이 유래되었고 1914년 행정구역 통폐합 당시 자은가리가 되어 오늘날까지 이어지고 있다.
- 양당리 (良當里)

직산 서부에 위치한 근교 농촌 지역이다. 1914년 행정구역 통폐합으로 양전리 당곡리 일부가 병합하여 양전리의 양자와 당곡리의 당자를 따서 양당리라 하였다.
- 신갈리 (新葛里)

직산 서부에 위치한 지역으로 천안4공단의 일부를 이루는 지역이다. 1914년 행정구역 통폐합으로 신성리와 갈산리를 병합하여 신갈리라 하였다. 천안서북소방서가 이 지역에 위치한다.
- 마정리 (馬井里)

직산 서부에 위치한 근교 농촌 지역이다. 1914년 행정구역 통폐합으로 마산리, 독정리, 미륵산리를 병합하여 마산리의 마(馬), 독정리의 정(井)자를 따서 마정리라 하였다. 마정공단이 이곳에 자리잡고 있다.
- 석곡리 (石谷里)

음봉과 성환사이의 70번 국지도 길목에 위치한 지역으로, 도로도 성환읍 방면으로 크게 나있고 시내버스도 성환행 밖에 없기 때문에 직산읍 중심지인 삼은리보다 성환읍(성환리)이 더 가까운 지역이다. 돌이 많아서 돌실 또는 석곡이라 한 데서 마을 이름이 유래되었다.

## 주요시설
- 충남테크노파크 (삼은리, 직산로 112)
- 천안서북경찰서 직산파출소 (삼은리, 삼은2길 27)
- 천안서북소방서 (신갈리, 4산단2길 32)
- 천안서북소방서 직산읍119지역대 (삼은리, 삼은4길 2)

## 공공시설
- 직산우체국 (삼은리, 삼은3길 17)
- 직산보건지소 (성거읍 신월리, 봉주로 75)
- 직산읍작은도서관 (삼은리, 삼은4길 2)

## 교육
- 양당초등학교 (양당리)
- 직산초등학교 (군동리)
- 삼은초등학교 (삼은리)

## 아파트
| 단지명               | 건설사         | 시행사           | 주소                          | 입주        | 비고 |
| -------------------- | -------------- | ---------------- | ----------------------------- | ----------- | ---- |
| 직산 부영            | ㈜부영         | ㈜부영           | 직산읍 천안대로 1718 (수헐리) | 1998년 4월  |      |
| 직산 코아루          | 가야건설㈜     | 한국토지신탁     | 직산읍 삼은3길 34 (삼은리)    | 2005년 10월 |      |
| 직산 세광엔리치빌    | 세광종합건설㈜ | 에스엘산업개발㈜ |                               | 2005년 11월 |      |
| 직산 대림            | 고려개발       | 고려개발         | 직산읍 2공단5로 169 (모시리)  | 1998년 7월  |      |
| 더샵 천안 레이크마크 | 포스코이앤씨   | 케이디㈜         | 직산읍 직산로 18-33 (삼은리)  | 2024년 3월  |      |

## 문화재
- 직산향교 (군서리, 충남기념물 제109호)
- 직산 민익현 가옥(군서리) - 민승세가 지은 조선 말 양반가
- 직산현관아 (군동리, 충청남도 유형문화재 제42호)

## 교통
- 경부선 직산역
- 경부고속도로 북천안 나들목

## 특산물
- 포도
- 배

## 본관 성씨
세종실록지리지 149권, 충청도 청주목 직산현 조에 직산 토성은 최·유·백·조(崔·兪·白·趙)이다.
- 직산 최씨(稷山崔氏) 시조 최홍재(崔弘宰)는 형부상서, 추밀원사판삼사사(樞密院使判三司事), 참지정사(參知政事)를 지냈다. 중서시랑평장사를 거쳐 문하시랑평장사가 되었다. 참지정사 판호부사(參參知政事判戶部事), 좌리공신 검교태부(佐理功臣 檢校太傅)를 거쳐 다시 문하시랑평장사로 치사(致仕)하였다. 자 영여(令如), 시호는 양숙(襄肅)이다.
- 직산 유씨(稷山兪氏)
- 직산 백씨(稷山白氏) 시조 백양신(白良臣)은 고려 때 평장사(平章事)를 지냈다고 한다. 후손 백문보(白文寶)는 고려 말에 우왕의 사부였는데, 정당문학(政堂文學)을 지내고 직산군(稷山君)에 봉해졌다. 한림봉(翰林峰) 아래에 전장(田庄)이 있었다 한다. 자는 화부(和父), 호는 담암(淡庵), 시호는 충간(忠簡)이다. 2000년 인구는 28가구 93명이다.
- 직산 조씨(稷山趙氏) 시조 조성(趙成)은 백제 개국공신으로 온조왕(溫祚王)을 도와 위례성(慰禮城)에서 백제를 건국하고, 한산(漢山)으로 천도하여 백제 창업에 공을 세워 경양군(慶陽君) 예성부원군(醴城府院君) 하남백(河南伯)에 봉해졌다고 한다. 후손들이 직산을 본관으로 세계를 이어오고 있다고 한다.[10] 조원우(趙元祐)는 다른 계통으로 고려 때 친어군지휘사(親御軍指揮使)를 지냈고, 아들 조광보(趙光甫)가 호부상서(戶部尙書)에 올랐다고 한다.